# Meridiano 52 E
O meridiano 52 E é um meridiano que, partindo do Polo Norte, atravessa o Oceano Ártico, Europa, Ásia,  Oceano Índico, Oceano Antártico, Antártida e chega ao Polo Sul. Forma um círculo máximo com o Meridiano 128 W.
Começando no Polo Norte, o meridiano 52º Este tem os seguintes cruzamentos:
| País, território ou mar | Notas |
| ----------------------- | --- |
| Oceano Ártico           | |
| Oceano Ártico           | Mar de Barents - Passa entre Zemlya Georga e a Ilha Hooker, Terra de Francisco José, Rússia                                                              |
| Rússia                  | Ilha Yuzhny, Nova Zembla |
| Oceano Ártico           | Mar de Barents |
| Rússia                  | |
| Cazaquistão             | |
| Mar Cáspio              | |
| Cazaquistão             | Península de Mangyshlak |
| Mar Cáspio              | |
| Irão                    | |
| Golfo Pérsico           | |
| Emirados Árabes Unidos  | Ilha do Emirado de Abu Dhabi, no Golfo Pérsico |
| Golfo Pérsico           | |
| Emirados Árabes Unidos  | Emirado de Abu Dhabi |
| Arábia Saudita          | O meridiano passa no ponto mais ocidental de Omã, na fronteira Iémen-Omã                                                                                 |
| Iêmen                   | |
| Oceano Índico           | Passa a oeste da ilha Abd al Kuri, Iêmen · Passa entre a Île de la Possession e a Île de l'Est, nas Ilhas Crozet, Terras Austrais e Antárticas Francesas |
| Oceano Antártico        | |
| Antártida               | Território Antártico Australiano, reivindicado pela Austrália                                                                                            |